# Jan Six van Chandelier

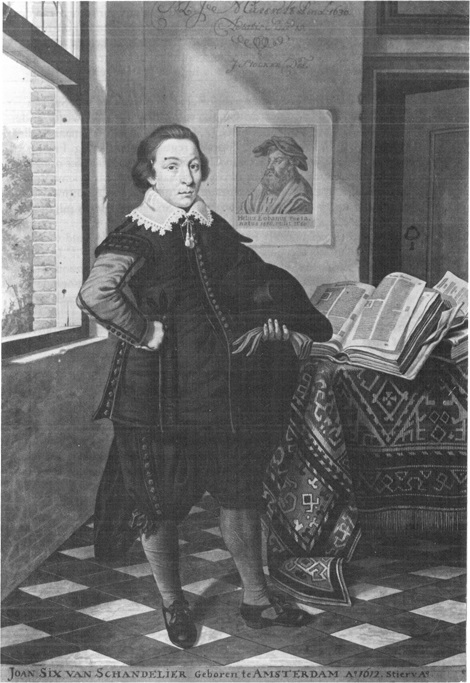
Jan Six van Chandelier (in 1638?)

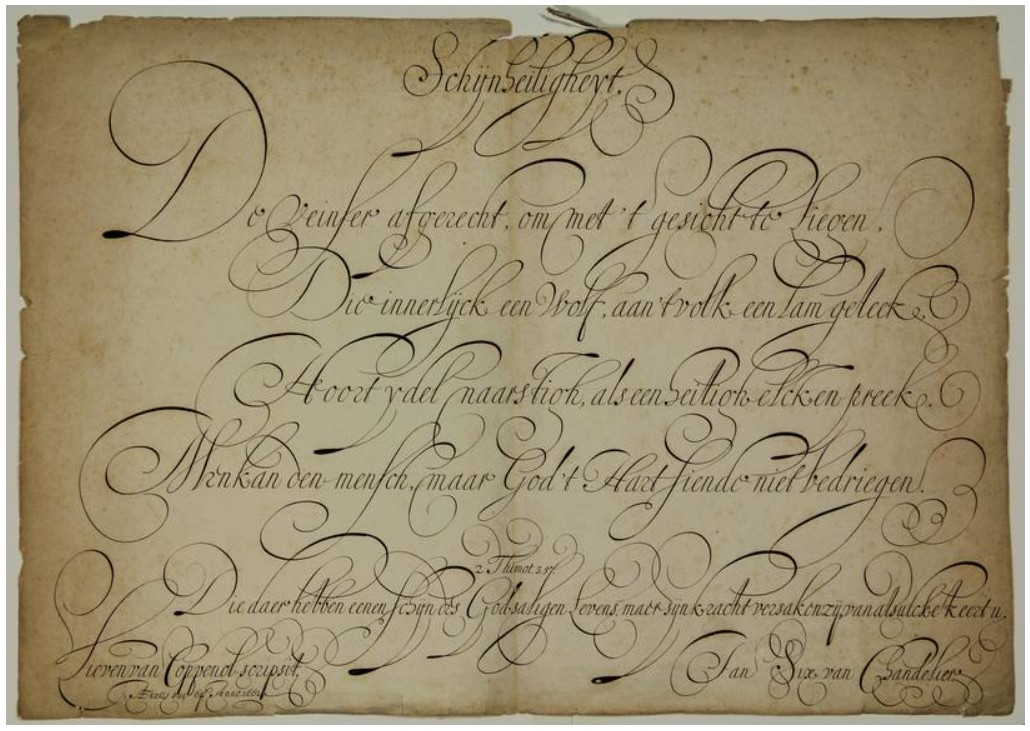
Schijnheiligheyt, gedicht uit 1662 van Jan Six van Chandelier

Joannes (Jan) Six van Chandelier (Amsterdam, 19 februari 1620 – aldaar, 16 februari 1697) was handelaar in gedroogde kruiden en een eigenzinnig Nederlands dichter. Van zijn gedichten werd slechts een bundel uitgegeven: Poësy.

## Levensloop
Six werd geboren in Amsterdam als zoon van Jacob Six en Sara Juliaens. Hij werd op 3 maart 1620 in de Nieuwe Kerk gedoopt. Zijn vader had een drogisterij in de Kalverstraat. Jacob Six, die afkomstig was uit Wezel, had in 1617 een adelsdiploma verkregen van keizer Matthias op grond waarvan hij zich Six van Chandelier mocht noemen.
Na het overlijden van zijn vader nam Jan Six van Chandelier de drogisterij van zijn vader over. Tijdens de handelsreizen die hij voor zijn bedrijf maakte schreef hij gedichten. Ook schreef hij gelegenheidsgedichten.
In 1657 verscheen de dichtbundel Poësy, die bijna al zijn werk tot dat moment bevatte.
Six van Chandelier overleed in 1697. Hij werd begraven in de Zuiderkerk in Amsterdam. 